# Irizar i6
Irizar i6 (і його модифікована версія Irizar i6S) - середньо- або високопалубний туристичний автобус, представлений в 2010 році і випущений іспанським виробником Irizar. Як один із небагатьох транспортних засобів на ринку, він пропонується як у збірній версії, так і у вбудованій версії на шасі інших виробників.

## Історія

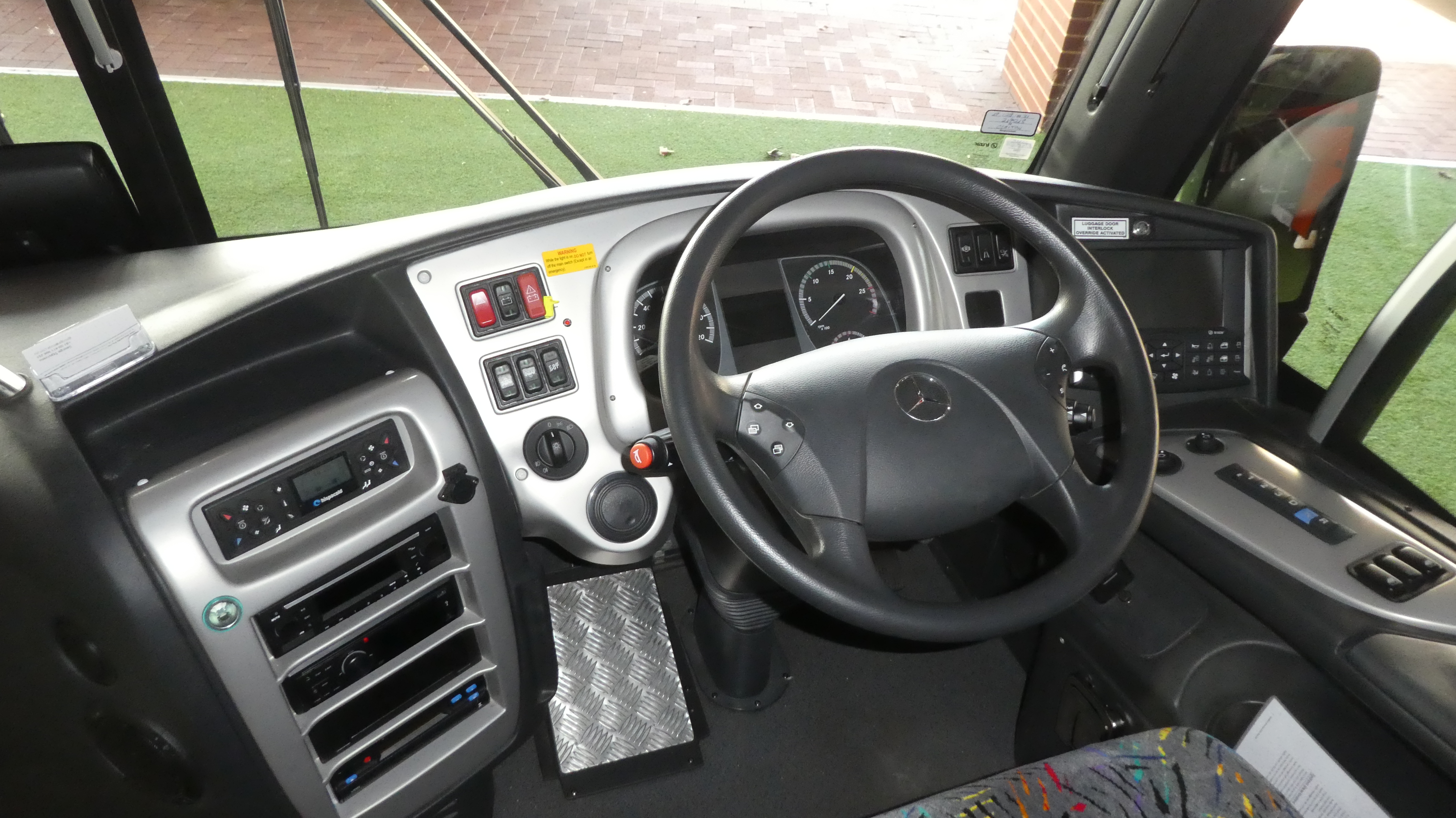

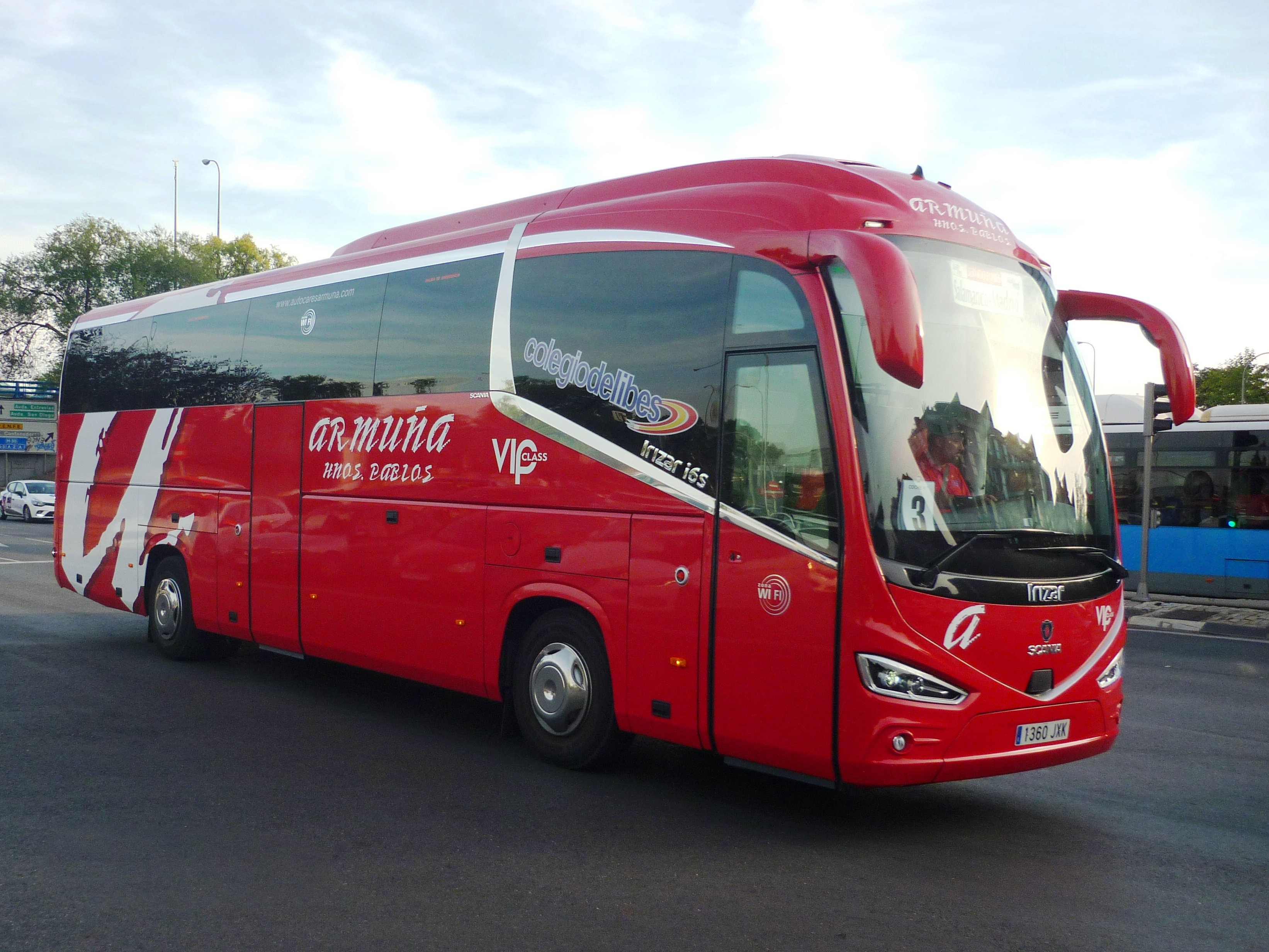
Irizar i6s

На своє 100-річчя в 1989 році іспанський виробник туристичних автобусів Irizar представив модель Century, яка стала однією з найпопулярніших моделей туристичних автобусів у світі. За майже 20 років виробництва продано 20 тис. копій по всьому світу. За час виробництва його дизайн кілька разів змінювався.
У 2001 році компанія Irizar представила свою найрозкішнішу модель туристичного автобуса Irizar PB. Він став популярним завдяки сучасному дизайну, надійності та комфорту подорожі. Обидві моделі сприяли зростанню популярності бренду Irizar на ринку туристичних автобусів у Європі та світі.
Незважаючи на модернізацію моделі Century, компанія Irizar вирішила замінити її на нову модель, яка отримала назву Irizar i6 (відповідно до нової політики найменування моделей цього виробника). Прем'єра моделі відбулася в листопаді 2010 року в Мадриді. Дизайн включає багато елементів, характерних для бренду Irizar - напр. масивна центральна стійка, велике лобове скло, трапецієподібні передні ліхтарі або кондиціонер, відомий з моделі PB, розміщений у передній частині автомобіля, покращуючи розподіл ваги між осями та аеродинаміку автомобіля. Однак є абсолютно нові елементи, такі як хромована смуга вздовж вікон у передній частині автомобіля або нова форма задніх ліхтарів і стінок вагона. Відповідне закруглення даху та передньої стінки дозволило зменшити сприйнятливість до бічних поривів вітру.